# Yasur (planina)
Yasur najveći je vanuatski vulkan u pokrajini Tafea na otoku Tanna.

## Motrenje vulkana
Yasur je vulkan koji je pod stalnim nadzorom od 1992. godine. Promjer mu je 300 m, a dubina oko 150 m. Prosječno svake tri minute se u njemu dogodi eksplozija.

## Turizam
Obilazak vulkana je dozvoljen samo uz pratnju domorodačkog stanovništva. Od 2005. godine postoji jedini poštanski sandučić na svijetu koji je postavljen ispod vulkana, poznat kao "Vulkan-Postbox".